# Бойль, Роберт
Ро́берт Бойль (англ. Robert Boyle; 25 января 1627 года — 31 декабря 1691 года) — англо-ирландский натурфилософ, физик, химик и богослов. Седьмой сын Ричарда Бойля, 1-го графа Коркского, вельможи времён Елизаветы Английской.
Один из основателей Лондонского королевского общества (1660).

## Биография
Родился 25 января 1627 года в семье аристократа графа Корка Ричарда Бойля, ирландского государственного деятеля английского происхождения и крупного землевладельца. Был тринадцатым из четырнадцати детей. В возрасте трёх лет потерял мать. Первоначальное воспитание и обучение получил дома и в Итонском колледже, а на двенадцатом году жизни был послан отцом в Женеву, где учился несколько лет под руководством одного француза, после чего завершил своё образование путешествием в Италию и Францию.
Вернувшись в Ирландию, Бойль после смерти отца получил значительное состояние и поселился в своём поместье в Столбридже, графство Дорсетшир, занимаясь сначала преимущественно философией и религией. В 1654 году переселился в Оксфорд, где посвятил себя занятиям физикой и химией, получил степень почётного доктора физики Оксфордского университета (1665). В 1660 году появилась его первая научная работа «Новые физико-механические опыты, касающиеся упругости воздуха». В 1664 году издал «Опыты и размышления о цветах». В этот период в его работе ему помогал немецкий химик и естествоиспытатель Иоганн Бехер.
В 1668 году переселился к сестре в Лондон, где проживал продолжительное время. Бойль с юных лет поддерживал связи с другими видными учёными и интеллектуалами. Он активно участвовал в собраниях частного клуба, именуемого в его письмах Незримой коллегией, и внёс заметный вклад в создание Общества наук, которое впоследствии получило название Лондонского королевского общества. В 1668 году избран членом этой организации. Его первыми помощниками стали Роберт Гук и Генри Ольденбург. Продолжительное время посвятил себя изучению свойств фосфора. В 1680 году опытным путём сумел получить белый фосфор, который долгое время был известен как фосфор Бойля. В поздние годы много болел. В этот период переселился в своё наследственное имение, отклонив предложение стать президентом Лондонского королевского общества. Наездами был в Кембридже, Оксфорде и Лондоне. Большую часть времени посвящал философским проблемам.
Бойль не был женат; из должностей исполнял обязанности президента Лондонского королевского общества и много лет был одним из директоров Ост-Индской компании. Всё своё состояние и все силы он употребил на изучение природы и на распространение христианского (англиканского) мировоззрения. Погребён в Лондоне, в Вестминстерском аббатстве.

## Научная деятельность
В изучении природы он был последователем Бэкона Веруламского, противником схоластической философии и давал предпочтение опыту перед умозрением; иногда это направление мешало ему делать обобщения смысла замеченных им явлений. Важный физический закон сжатия газов, который носит теперь его имя (закон Бойля — Мариотта), остался бы незамеченным Бойлем, если бы не первоначальное указание его ученика Ричарда Таунли на правильность сжатия газов с увеличением давления в опытах Бойля.
Бойль является олицетворением реакции на устаревшее схоластическое направление, так долго господствовавшее в науке и служившее тормозом в исследовании природы: все его экспериментальные работы и сочинения показывают важнейшее значение опыта в физике и химии. Кроме открытия закона сжатия газов, а именно зависимости упругости газа от занимаемого им объёма, Бойль показал, что тёплая вода закипает при разрежении окружающего её воздуха, но не обобщил этот важный опыт, то есть не показал, что температура кипения воды вообще зависит от давления воздуха и паров воды на её поверхности.
Он доказал, что явление капиллярности, а именно поднятие жидкостей в узких трубках, происходит в разреженном пространстве, чем и опровергнул существовавшее тогда мнение, что в этом явлении участвует атмосферное давление. Он также в ходе эксперимента доказал, что сифон не может в разреженном воздухе служить для переливания жидкостей, что дым, как и всякое другое тело, падает, следовательно, подвержен действию тяжести, что трение тел и гашение извести выделяют теплоту и в разреженном воздушном пространстве.
Эти и многие другие опыты Бойль производил при помощи воздушного насоса, незадолго перед тем изобретённого Отто фон Герике, но получившего различные усовершенствования в руках Бойля. После появления сочинения Герике, в котором описаны его опыты над электричеством и магнетизмом, Бойль занялся воспроизведением этих опытов и внёс в них новое; однако он иногда ошибался, как, например, в том случае, когда полагал, что железо отпадает от магнита под колоколом воздушного насоса вследствие разрежения воздуха.
Бойль производил и оптические исследования и заключил из них, что цвета не составляют собственно принадлежности вещества, а происходят от некоторых изменений, производимых светом на поверхности тел, вследствие чего они различно действуют на зрение; вообще он полагал, что все цвета суть видоизменения белого. Бойль изучал силу расширения, обнаруживающуюся при замерзании воды, и показал, что вследствие замораживания воды, наполнявшей железную трубу, при образовании льда железная трубка была разорвана с одного конца. Бойль убедился, что лёд испаряется даже при значительно низких температурах, что соли в смешении со льдом или снегом производят охлаждение и при этом обращаются в жидкость.
В одном отделе физики Бойль был не только экспериментатором, но и теоретиком — а именно он подробно развил свои взгляды на строение вещества в нескольких сочинениях: «The Sceptical Chymist» (1661 и 1669); «The origin of forms and qualities according to the corpuscular Philosophy» (1666 и 1667); «Physiological Essays and other Tracts» (1661), второе издание в 1669 с присоединением «A Discourse about the absolute rest of bodies».
Подготовил Устав Лондонского королевского общества, открывшегося в 1662 году и ставшим первой в мире независимой организацией, объединившей учёных-естественников. В нём говорилось, что целью общества является «совершенствование знания об естественных предметах и всех полезных искусствах… с помощью экспериментов, не вмешиваясь в богословие, метафизику, мораль, политику, грамматику, риторику и логику».
Бойль принимает, подобно своим предшественникам, существование в природе абсолютно пустого пространства, в котором находятся материальные частицы определённой величины и формы; атомы жидкостей находятся в постоянном движении, а твёрдых тел — в покое, промежутки же между частицами наполнены некоторым очень тонким веществом. Сцепление твёрдых тел он ошибочно объяснял давлением на них воздуха — общераспространённое тогда мнение.
Физические и химические изменения вещества Бойль объяснял соединением и разъединением атомов, отрицал существование только четырёх базовых элементов (Аристотель) или трёх (алхимия) и высказал проницательную догадку, что истинные элементы будут найдены при последовательном разложении тел. Последняя часть его теоретических взглядов получила подтверждение в новейшей химии; что же касается его экспериментальных химических работ, то хотя он и показал, что воздух изменяется от горения в нём тел, и что некоторые металлы увеличиваются в весе при накаливании, и что действием уксуса на мел или соляной кислоты на железо получаются газы, но не извлёк из своих работ никаких теоретических заключений. Ему оппонировал в своих работах М. В. Ломоносов. Следует повторить, что его время было эпохой протеста против схоластики, явления природы были весьма мало известны и потому опыты Бойля, описанные им с чрезвычайной точностью и подробностью, имели большую важность, даже будучи не всегда верно истолкованы и обобщены. Главной его заслугой является формулирование закона относительно упругости и соответственного объёма воздуха.

## Религиозная деятельность
Яркой стороной жизни Бойля была религиозная и миссионерская деятельность. В юности пылкое воображение увлекало его в сторону крайних идей. Находясь под влиянием сильных впечатлений, он выражался следующим образом о своём настроении: «Демон воспользовался моей меланхолией, наполнил душу ужасом и внушил сомнения в основных истинах религии». В таком состоянии он додумался до самоубийства, от которого его удержала только мысль, что душа его попадёт в ад. Он решился рассеять свои сомнения чтением Библии в подлиннике и потому занялся изучением еврейского и греческого языков. Впоследствии его убеждённость в христианской вере выразилась учреждением духовных миссий в Индии, переводом и напечатанием Библии на ирландском и гэльском наречиях.
По завещанию (1661) Бойль оставил капитал для финансирования ежегодных чтений о Боге и религии, знаменитых «Лекций Бойля», первая из которых состоялась в 1692 г. Целью лекций Бойль определил защиту христианской религии от «печально известных неверных, а именно атеистов, деистов, язычников, иудеев и мусульман».
Это было причиной появления впоследствии богословских трактатов Клерка, Бентлея, Дергема и др. Сам Бойль написал о согласовании разума с религией, о натуралисте-христианине и тому подобном.
«Лекции Бойля» продолжались регулярно вплоть до 1905 года. С 2004 года их возобновили в Лондоне, в церкви Сент-Мэри-ле-Боу. Они проходят ежегодно, в феврале.

## Сочинения
Из его научных трудов, кроме уже упомянутых выше, приводим названия следующих:
- «New experiments, physico-mechanical, touching the spring of the Air and its effects, made in the most part in a new pneumatical engine» (Оксф., 1660, 1662 и 1682);
- «Considerations touching the usefulness of experimental Natural Philosophy» (1663);
- «Experiments and considerations upon Colors, with a letter containing observations on a diamond that shines in the dark» (1663 и 1670);
- «Continuation of new experiments touching the spring and weight of the air» (1669);
- «Considerations on the usefulness of experimental and natural philosophy, second part» (1671);
- «A continuation of new experiments, physico-mechanical, touching the spring and weight of the Air and their effects» (1682);
- «Experiments and observations about the porosity of bodies» (1684);
- «An experimental History of Cold» (Philosoph. Transact., 1665);
- «A new frigorific experiment, showing how a considerable degree of cold may be suddenly produced, without the help of snow, ice, hail, wind or nitre» (там же);
- «А new casy Instrument (Aräometer)» (там же, 1675).

После смерти Бойля напечатано «The general history of the Air designed and begun» (Лонд., 1692). Полное собрание сочинений издал Th. Birch в 5 томах, Лонд., 1744. Англичане ценят чрезвычайно высоко, но несколько пристрастно, учёную деятельность своего знаменитого соотечественника. Более строгую критическую оценку Бойля можно найти у F. Rosenberger, «Die Geschichte der Physik» (Брауншвейг, 1884, 2 ч.). Своеобразную оценку роли Р.Бойля в становлении европейской науки Нового времени даёт Б.Латур в своей книге «Нового времени не было» (гл. «Бойль и его объекты») Архивная копия от 4 марта 2016 на Wayback Machine.
Статьи Роберта Бойля
- The Sceptical Chymist Архивная копия от 24 сентября 2009 на Wayback Machine — Project Gutenberg
- Essay on the Virtue of Gems Архивная копия от 19 августа 2007 на Wayback Machine — Gem and Diamond Foundation
- Experiments and Considerations Touching Colours Архивная копия от 20 августа 2007 на Wayback Machine — Gem and Diamond Foundation
- Experiments and Considerations Touching Colours Архивная копия от 24 сентября 2009 на Wayback Machine — Project Gutenberg
- Boyle Papers Архивная копия от 12 ноября 2017 на Wayback Machine University of London
- Hydrostatical Paradoxes.

## Память
- В честь Роберта Бойля в 1970 г. назван кратер на Луне.
- Имя Роберта Бойля закреплено в наименованиях таких используемых в физике понятий, как:

- Закон Бойля — Мариотта
- Температура Бойля
- Точка Бойля